# SSV Undine 08
La SSV Undine 08, abréviation de la Schwimmsportverein Undine, est un club allemand de natation situé à Mayence, en Rhénanie-Palatinat. Le nom Undine remonte aux ondines, la génie des eaux dans la mythologie germanique. Le club fut fondé 4 août 1908 sur le nom Mainzer Schwimm-Gesellschaft Undine 1908.
Depuis l'année 2009 l'équipe dames et messieurs de l'SG EWR Rheinhessen-Mainz font partie de SSV Undine 08. Ce club est bien connu pour ses spécialistes de la nage en eau libre : Angela Maurer, Dimitri Colupev, Marc-Oliver Stein et entraîneur Nikolai Evseev.